# Osztopán
Osztopán é um município da Hungria, situado no condado de Somogy. Tem 22,83 km² de área e sua população em 2019 foi estimada em 864 habitantes.